# Kościół Matki Boskiej Królowej Polski we Włodzisławiu
Kościół Matki Boskiej Królowej Polski — zabytkowy kościół filialny parafii Najświętszego Serca Pana Jezusa w Moraczu, w gminie Przybiernów, powiecie goleniowskim, województwie zachodniopomorskim.

## Historia
Pierwszy kościół we wsi Włodzisław, zbudowano w XV wieku. Współczesny obiekt zbudowany został w latach 1693–1694 w konstrukcji szkieletowej drewnianej z ceglanym wypełnieniem pól międzyryglowych. Wschodnia ściana szczytowa kamienno-ceglana. Wieża drewniana z 1595 roku.
Poświęcony został 26 sierpnia 1946 roku.

## Opis
Kościół jest cennym przykładem architektury sakralnej z XV i XVII wieku. Świątynia stoi na solidnym kamiennym fundamencie, a ściany wzniesiono z muru pruskiego, co nadaje budynkowi charakterystyczny wygląd. Wieży drewnianej, której podstawa ma kształt kwadratu, zwęża się ku górze i wieńczy metalowym hełmem. Kościół posiada dach siodłowy, a prostokątne okna, niektóre z łukowymi wykończeniami, wpuszczają naturalne światło.
Wnętrze kościoła jest skromne, ale pełne detali. Nad wejściem znajduje się drewniana empora chóru, oparta na dwóch filarach. Drewniany sufit dodaje wnętrzu ciepła, a bielone ściany, na których widać kamienie konstrukcyjne, podkreślają surowość stylu. W prezbiterium uwagę przyciąga drewniana mensa oraz pulpit ozdobiony literami A i Ω, symbolizującymi bożą wszechmoc. Centralnym punktem jest drewniany krzyż z postacią Chrystusa, otoczony pięknymi witrażami.
Po lewej stronie znajduje się boczny ołtarz, w którym widnieje obraz Matki Boskiej w typie hodegetrii. Maryja przedstawiona frontalnie trzyma Jezusa na lewym ramieniu, a prawą dłonią na niego wskazuje. Jezus zaś wznosi rękę w geście błogosławieństwa. Ołtarz ten jest ozdobiony trzema malowidłami, które dopełniają sakralny charakter tej przestrzeni.